# Tell Me Why (chanson de Genesis)
Pour les articles homonymes, voir Tell Me Why.
Tell Me Why est une chanson du groupe Genesis parue en 1991 sur l'album We Can't Dance. 
Le single a été  classé no 51 en Allemagne, no 40 au Royaume-Uni et no 27 en France.

## Musiciens
- Phil Collins : chant, batterie
- Tony Banks : claviers
- Mike Rutherford : guitare, basse

## Reprise
La pièce est interprétée par le groupe Silver Ensemble sur l'album de reprises de Genesis par divers artistes A Tribute To Genesis - In Too Deep (2002).